# Мальдивский хребет
Мальди́вский хребе́т — подводный хребет в северной части Индийского океана.
Мальдивский хребет протягивается от западного берега полуострова Индостан к Аравийско-Индийскому хребту. Длина его составляет около 2900 км, ширина — до 300 км, высота — 2—5 км. Вершины Мальдивского хребта, поднимаясь над водой, образуют такие атоллы, как Лаккадивские острова, Мальдивы, Чагос.